# D.Majiria
D.Majiria est un groupe belge de heavy metal, originaire de Liège, en Région wallonne. Formé en 1998, le groupe est influencé par le punk rock ou le punk hardcore. Ils utilisent guitare, basse, batterie et chant aux textes en français. D.Majiria compte au total deux EP (aCiDe.com en 2000 et Hybride en 2004) et un album studio (On a marché sur la Terre... en 2006), avant sa séparation en 2010. 

## Historique
D.Majiria est formé en 1998. à Liège, en Région wallonne. À ses débuts, le groupe travaille sur quelques titres qu'il joue sur les scènes de la région de Liège comme le Soundstation, et La Zone. En avril 1999, D.Majiria publie une première démo homonyme, D.Majiria. 
Ils enregistrent ensuite au studio Hautregard un premier EP intitulé aCiDe.com durant l'été 2000. aCiDe.com est publié en octobre 2000, et reçoit un bon accueil. Le groupe joue alors plusieurs dates en Wallonie avec différents groupes comme Do or Die, Length of Time, Lunatic Age ou Kill to This. Le groupe prépare un premier album studio, avant le départ de Yannick, qui est remplacé en juin 2002 par Patrice derrière les fûts. En juin 2004 sort le deuxième EP du groupe, Hybride.
D.Majiria, annonce la sortie de son premier album, On a marché sur la Terre...,. Ils publient deux morceaux en écoute sur leur page MySpace et présenteront l'album au festival Durbuy Rock le vendredi 12 mai 2006.  Le groupe joue dans de nombreuses salles comme l'Atelier Rock à Huy ou le Magasin 4 à Bruxelles, des premières parties de Lofofora au Botanique, Mass Hysteria et l'année suivant Pleymo à l'Ancienne Belgique, et festivals locaux comme Les Ardentes, La Fiesta du Rock, le Zik Festival  ou à nouveau le Durbuy Rock sur la mainstage.  
En 2008, le groupe commence l'enregistrement d'un deuxième album par trois titres, mais ils subissent ensuite de nombreux changements de musiciens. Deux ans plus tard, D.Majiria est d'abord mis en pause.  
Pour ses 15 ans, le groupe réédite des deux premiers EP avec quatre inédits sous le titre Hybrideacide.com ainsi que de l'album, uniquement en format numérique. D'après leur site officiel, le groupe est dissous en 2010 mais revient pour un ultime concert de clôture pour les 20 ans du groupe en novembre 2018 et sort quelques inédits sur leur page BandCamp. 
Après l'arrêt de D.Majiria, Gaëtan se consacrent alors à un nouveaux projets, Morning Dead puis Yuri.  
Jean-Marc démultiplie les projets les années suivantes. Des plus rocks comme Rorcha et Arcus aux plus metals comme K-Lizeüm ou Ezekhiel. Il sort avec K-Lizeüm l'album Libère le bizarre fin 2018, dans un style proche de celui de D.Majiria et fait un bref passage dans The Voice Belgique. 

## Membres
- Jean-Marc Ernes - chant
- Gaëtan Celi - guitare
- Gil Chevigné - batterie
- Philippe Soudon - basse

## Discographie
- 1999 : D.Majiria (démo)
- 2000 : aCiDe.com (EP)
- 2004 : Hybride (EP)
- 2006 : On a marché sur la Terre…